# Olympique de Marseille (pallacanestro maschile)
L'Olympique de Marseille era una società cestistica avente sede a Marsiglia, in Francia. Fondata nel 1933 all'interno della polisportiva Olympique de Marseille, nel 1954 venne chiusa. Giocava nel campionato francese.